# Letlands Folkefront
Letlands Folkefront (lettisk: Latvijas Tautas fronte, forkortet LTF) var en politisk organisation i både den lettiske sovjetsocialistiske republik samt Letland fra 1988 og frem til 1999, der indledte den såkaldte Syngende Revolution, der blandt andet førte til Letlands genvundne uafhængighed fra Sovjetunionen. Organisationen var det lettiske sidestykke til Folkefronten i Estland og Sąjūdis i Litauen.
Organisationens tidsskrift var Atmoda (Opvågning, som i den lettiske nationale opvågning), der udkom på både lettisk og russisk i årene 1989 til 1992.